# Rachel DiPillo
Rachel Katherine DiPillo (Flint, 26 gennaio 1991) è un'attrice statunitense.

## Biografia
Nata in Michigan, prende parte a numerose serie televisive come Big Time Rush, The Gates e Wendy. Nel 2015 entra nel cast principale di Chicago Med col ruolo della dottoressa Sarah Reese.

## Filmografia

### Cinema
- Elle: A Modern Cinderella - regia di John Dunson e Sean Dunson (2010)
- Werewolf - La bestia è tornata (Werewolf: The Beast Among Us), regia di Louis Morneau (2012)
- Phoyo Finish - regia di Jordan Sommers (2012)
- Commencement - regia di Steve Albrezzi (2012)
- A Kind of Love - regia di Louis Sallerson (2014)
- Hello, My Name Is Frank - regia di Dale Peterson (2014)
- Recovery - regia di Darrell Wheat (2015)
- Summer of 8 - regia di Ryan Schwartz (2016)

### Televisione
- Big Time Rush - Serie TV (2009-2010)
- The Gates - Serie TV (2010)
- Law & Order: Los Angeles - Serie TV (2011)
- Love Bites - Serie TV (2011)
- Hawthorne - Angeli in corsia - Serie TV (2011)
- Wendy - Serie TV (2011)
- The Ropes - Serie TV (2012)
- Revenge - Serie TV (2012)
- Bones - Serie TV (2012)
- Untitled Bounty Hunter Project - Film TV (2013)
- Emily Owens M.D. - Serie TV (2013)
- Mad Men - Serie TV (2014)
- NCIS - Unità anticrimine - Serie TV (2015)
- Jane the Virgin - Serie TV (2015)
- Cuckoo - Film TV (2015)
- Chicago Med – serie TV, 62 episodi (2015-2018)
- Chicago Fire – serie TV, 2 episodi (2015, 2017)
- Chicago P.D. – serie TV, 2 episodi (2016, 2017)
- Untitled Castleberry/David Project - Film TV (2016)